# Prats (Canillo)

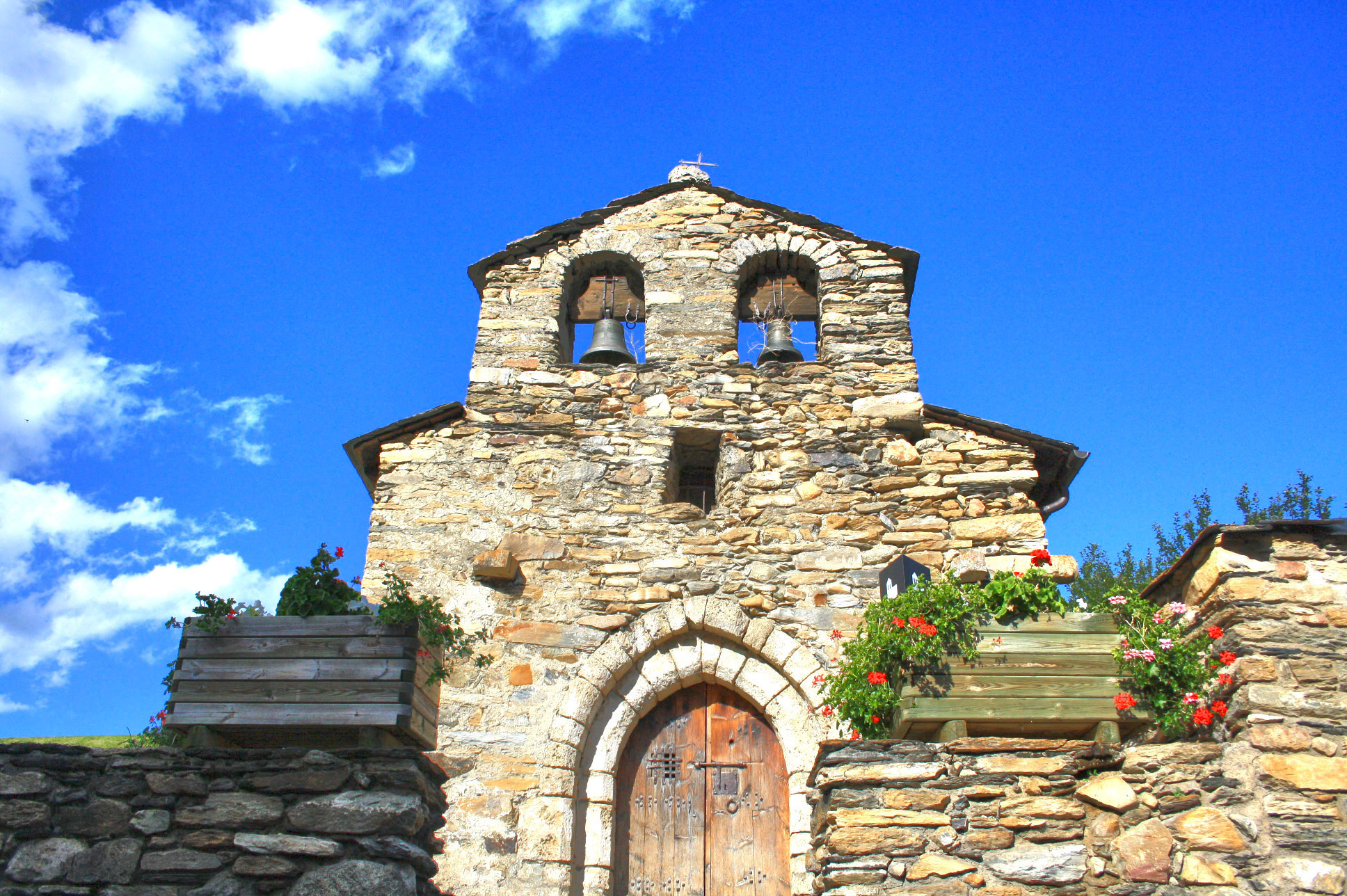
Die Església de Sant Miquel de Prats

Prats ist ein Dorf in der Parroquía Canillo in Andorra. Es liegt auf einer Höhe von 1326 Metern und zählte im Jahr 2024 85 Einwohner.
In Prats befindet sich die romanische Kirche Sant Miquel de Prats aus dem 13. Jahrhundert.

## Lage
Prats liegt im Zentrum des Landes Andorra und im Südwesten der Parroquía Canillo. Das Dorf liegt wenige Meter östlich des Riu Valira d'Orient und ist etwa 1,2 Kilometer von dem Ort Canillo, sowie etwa 12 Kilometer von Andorra la Vella entfernt.